# Konstantinos Minas
Konstantinos Minas, auch Minou (griechisch Κωνσταντίνος Μηνάς oder Μήνου; im Erwachsenenalter meist [Κωνσταντίνος] Μηνάς Μινωίδης [Konstantinos] Minas Minoides oder Μηνωίδης Minoides, auch Μηνάς Μηναΐδης Minas Minaides oder Μινωίδης Μηνάς Minoides Mynas – so meist im Deutschen; französische Namensformen: Constant Minadi, Constant Ménas, [Constant] Minoïde Mynas; * 1. Dezember 1788 in Edessa; † 30. Dezember 1859 in Paris) war ein griechischer Philosophie- und Rhetoriklehrer, Philologe, Übersetzer, Dichter und Handschriftenaufkäufer.

## Leben
1788 bis 1819: Erziehung und Laufbahn in Griechenland
Minas besuchte das Ελληνομουσείον (Ellinomousion) seiner Heimatstadt Edessa und anschließend die Athonitische Akademie sowie die griechische Schule von Chios. Einer seiner Lehrer war Athanasios von Paros. Seine in byzantinischer Tradition stehende Ausbildung umfasste Grammatik, Rhetorik, Poetik, Philosophie (Logik, Ethik, Metaphysik), Mathematik und Theologie. Nach Beendigung seiner Studien kehrte er 1811 nach Makedonien zurück und wurde zunächst Lehrer, dann auch Leiter der Schule von Meleniko. Dort war Anastasios Polyzoidis einer seiner Schüler. 1815 unterrichtete er in der Schule des Volkes (Σχολή του Γένους Scholi tou Genous) in Thessaloniki und übernahm im selben Jahr auf Einladung von Chrysanthos, dem damaligen Metropoliten von Serres, die Leitung der Schule in Serres. Er lehrte dort von 1815 bis 1819 Rhetorik und Philosophie, war aber auch mathematisch begabt. In dieser Zeit erstellte er zudem einen Katalog der Handschriften des Klosters des Timios Prodromos von Serres (Μονή Τιμίου Προδρόμου Σερρών Moni Timiou Prodromou Serron), stand mit Adamantios Korais im Briefwechsel und übersetzte die Mathematik des Louis-Benjamin Francoeur ins Griechische (er hatte auch eine Übersetzung eines Werkes von Jean-François Callet zu den Logarithmen geplant). In Serres hatte Minas zudem eine private Bibliothek von 182 Bänden zusammengebracht.
1819 bis 1840: Berufliche Tätigkeit in Paris und politisches Engagement für den griechischen Unabhängigkeitskampf
1819 reiste Minas über Marseille nach Paris. Vermutlich zwang ihn die politische Situation in Griechenland zu diesem Schritt; ein Teil seiner Familie war nach seinen Angaben während der von Yussuf Pascha befohlenen Massaker umgekommen. In Paris gab er mit offizieller Erlaubnis des Bildungsministeriums von 1822 an Unterricht in altgriechischer Sprache und Literatur und verfasste philologische Abhandlungen zur richtigen Aussprache des Griechischen sowie zur griechischen Grammatik. Gleichwohl war er offenbar relativ wenig vertraut mit der westlichen Gelehrsamkeit auf gräzistischem Gebiet. Nach verschiedenen Bemühungen, eine Anstellung zu erreichen, wurde er 1831 mit Forschungsarbeiten und Handschriftenkollationen unter der Leitung von Karl Benedikt Hase in der Bibliothèque Royale beauftragt. Daneben stand er in dieser Zeit mit dem Comité Philhellénique von Paris in Verbindung und verfasste Pamphlete zur Unterstützung des griechischen Unabhängigkeitskampfs. Nach dessen Gelingen unterstützte er Ioannis Kapodistrias in dessen Auseinandersetzung mit Adamantios Korais um die Errichtung eines Bildungswesens in dem neuen Staat. Damit hatte er großen Einfluss auf die französische Außenpolitik der Zeit. Minas arbeitete in dieser Zeit als Übersetzer für das französische Außenministerium. Für seine Dienste um den französischen Staat ernannte Charles X. ihn zum Ritter der Ehrenlegion. Minas dichtete eine Καρολιάς (Karolias) auf den König und schrieb ein pindarisches Gedicht in altgriechischer Sprache mit dem Titel Canaris auf den griechischen Seehelden Konstantinos Kanaris, das einem hellenophilen Gönner, dem Schweizer Bankier Jean-Gabriel Eynard, gewidmet war.
1840 bis 1855: Drei Reisen nach Griechenland im Auftrag des französischen Bildungsministeriums zum Zweck von Handschriftenankäufen
Im Zeitraum von 1840 bis 1855 unternahm Minas im offiziellen Auftrag und auf Rechnung des Ministère de l’Instruction publique drei wissenschaftliche Reisen zur Erforschung von Handschriften im Besitz orthodoxer Klöster. Einen Antrag zur Unterstützung einer Forschungsreise zu den Klöstern des Berges Athos, Makedoniens und Thessaliens hatte er im Jahr 1838 selbst gestellt. Diesem Antrag wurde 1840 unter dem hellenophilen Minister Abel-François Villemain stattgegeben. Vergleichbare Reisen nach Konstantinopel und nach Griechenland hatten bereits Pierre Gilles im 16. Jahrhundert unter König François Ier, François Sevin im 17. Jahrhundert, Michel Fourmont im Jahr 1728, Jean-Baptiste Gaspard d’Ansse de Villoison von 1784 bis 1786 sowie Karl Eduard Zachariae von Lingenthal kurz vor Minas von 1837 bis 1838 durchgeführt; nach ihm begab sich etwa auch Emmanuel Miller auf Erkundungsreise.
Die Reisen fanden von Februar 1840 bis März 1843 nach Konstantinopel, Thessaloniki, Makedonien (in Serres sollte er seine Privatbibliothek, die er Freunden anvertraut hatte, unvermutet in fremden Händen wiederfinden), zum Berg Athos und über Konstantinopel zurück nach Paris, von Mai 1844 bis Dezember 1845 über Konstantinopel nach Trapezunt und zu den umliegenden Klöstern und von Mai 1850 bis November 1855 nach Samos und Patmos statt. Minas besuchte dabei Athen, Konstantinopel, Thessaloniki, Serres und den Berg Athos sowie die Insel Samos. Den wissenschaftlichen Erfolg verdankte Minas auf diesen Reisen seinen guten Kontakten zur griechisch-orthodoxen Kirche.
Auf der ersten Reise entdeckte Minas 1841 in einer Bibliothek auf dem Berg Athos eine griechische Handschrift der heute unter dem Titel Refutatio omnium haeresium oder Philosophumena bekannten Abhandlung. Der Kolophon schreibt die Bücher 4–10, die der Fund beinhaltete, dem Origenes zu. Ebenso war das erste Buch bereits Origenes zugeschrieben, während Buch 2 und 3 verloren sind. Jedoch wird das Werk in der aktuellen Diskussion Origenes einhellig abgesprochen; die häufig vertretene Verfasserschaft des Hippolytos von Rom ist jedoch auch umstritten. Die editio princeps wurde 1851 von Emmanuel Miller herausgegeben.
1842 kaufte Minas im Kloster Megisti Lavra auf dem Berg Athos eine Handschrift der Mythiamben des Babrios an, den sogenannten Codex Athous. Die editio princeps der neu entdeckten Fabeln wurde von Jean-François Boissonade vorgelegt. Aus philologischen Gründen wurde die Abschrift allerdings von Carel Gabriel Cobet, Johann Friedrich Dübner, John Conington und Otto Crusius als Fälschung von Minas selbst angesehen, bis Alphonse Dain anhand einer weiteren Handschrift (cod. Paris. suppl. gr. 1245 = Mq) ein schlagendes Argument für die Echtheit des in der Handschrift L überlieferten Materials vorlegte. John Vaio jedoch konnte auch diese Handschrift (Mq) als Fälschung erweisen, möglicherweise von der Hand des Minas.
Zu den herausragenden Funden gehörte auch die Schrift des Philostratos Über die Gymnastik, eine detaillierte Darstellung der gängigen Sportarten mit besonderem Bezug zu den Olympischen Spielen vom Beginn des 3. Jh. n. Chr., die bei der Wiedereinrichtung der Olympischen Spiele in der Moderne durch Evangelos Zappas und danach durch Pierre de Coubertin keine unwesentliche Rolle spielte.
Darüber hinaus kaufte Minas den cod. Paris. suppl. gr. 635 an, den einzigen Textzeugen für Galens Einführung in die Logik (Εἰσαγωγή διαλεκτική Isagogi dialektiki – Institutio logica). Die Zuschreibung des Texts an Galen wird, obwohl verschiedentlich angezweifelt, heute allgemein akzeptiert. Die Handschrift enthält zudem eine weitere Galen zugeschriebene Schrift, die nicht von Minas, sondern von erst Karl Kalbfleisch herausgegeben wurde.
In seiner Schrift Platons Diagramm der Schöpfung der Welt stellt Minas im Ausgang von einem angeblichen Fund einer Handschrift des Timaios von Lokroi eine eigene Hypothese zur Zahlentheorie vor, mit der Platon im achten Buch des Staates die Schöpfung der Welt erklärt haben soll.
Ein weiterer Fund betrifft eine der philosophischen Schriften des Georgios Scholarios, auch Gennadios Scholarios genannt, des ersten ökumenischen Patriarchen von Konstantinopel (1454–1464) unter türkischer Herrschaft. Dieser hatte Aristoteles verschiedentlich gegen die Angriffe des Platonikers Gemistos Plethon verteidigt, so auch in der von Minas aufgefundenen Schrift Gegen die Zweifel des Plethon an Aristoteles.
Neben verschiedenen anderen Funden stieß Minas auch auf eine Handschrift griechischer Kriegsschriftsteller (cod. Paris. suppl. gr. 607).
Die dritte Reise sollte Minas auftragsgemäß zu den Klöstern des Sinai und Alexandrias, auf Patmos, Zypern, Rhodos und Kreta, des Berges Athos, Thessaliens, der Phokis, Thrakiens und Kleinasiens führen und nicht länger als acht Monate dauern. Minas blieb allerdings mehr als fünf Jahre in Griechenland, ohne nennenswerte Funde zu machen. Während dieser Reise veröffentlichte er unter dem Pseudonym Jakobos Hieromonachos aus dem Kloster Vatopedi (Ιάκωβος Ιερομόναχος εκ Βατοπεδίου Iakovos Ieromonachos ek Vatopediou) 1852 eine Schrift, in welcher er die Kirchenpolitik des Theoklitos Pharmakidis missbilligte. Zudem verurteilte er die „Bavarokratie“, die Herrschaft des bayerischen Königs Otto in Griechenland. Der Minister Villemain war mit den Ergebnissen dieser Reise nicht zufrieden, was zur Folge hatte, dass Minas sich auf dieser Reise von 1854 bis September 1855 in einer finanziell prekären Lage befand.
1855 bis 1865: Ruhestand in Paris
Minas kehrte im November 1855 von seiner letzten Reise nach Paris zurück. Für seine Leistungen verlieh ihm der französische Staat Minas eine schmale Leibrente auf Lebenszeit. Wohl deswegen verkaufte Minas den codex Athous des Babrios 1857 an das British Museum (= BM Add. Ms. 22087). Von einer zweiten Handschrift vom Berg Athos (L) verkaufte er zugleich lediglich eine eigenhändige Abschrift, da er nach eigenen Angaben aufgrund des von den Mönchen geforderten Preises von einem Kauf Abstand nehmen musste (die Abschriften finden sich in den Codices Parisini suppl. gr. 727 und 1256). Aus dieser Zeit stammt schließlich noch eine Verteidigung des griechischen Generalkonsuls in Wien, Georg Simon von Sina.
Charakterisierung
Minas gilt gemeinhin als unzuverlässiger Gewährsmann und gar als Fälscher. Er gibt nicht immer den genauen Fundort an, seine editorischen Entscheidungen wurden ebenso wie die Zuweisungen häufig in Frage gestellt und es wurde ihm sogar vorgeworfen, insbesondere im Falle des Babrios in den Textbestand eingegriffen und Zudichtungen verfasst zu haben. Auch wurden seine Texteditionen des Philostrat, des Galen und des Georgios Scholarios bald von kompetenterer Hand ersetzt. Nicht zuletzt bot er aus existentiellen Erwägungen heraus Handschriften, die er auf seinen Reisen erworben hat, der französischen Nationalbibliothek und dem British Museum zum Kauf an. Gleichwohl verdankt sich seinen Bemühungen die Kenntnis verschiedener griechischer Texte von hohem Wert.

## Schriften (Auswahl)
Einen vollständigen Katalog seiner Schriften bietet Minas selbst in seiner Ausgabe der Schrift des Georgios Scholarios Über die Zweifel des Plethon in Bezug auf Aristoteles (siehe unten), 201–211.
Übersetzung eines mathematischen Werks
- (Übers.): Louis-Benjamin Francoeur, Μαθηματικά του Λουδοβίκου Βενιαμίν Φραγκέρου (1819).

Pamphlete zum griechischen Freiheitskampf
- Τοις κραταιοτάτοις εν Ευρώπηι βασίλευσιν, στα ελληνικά και στά γαλλικά. Paris, 28. Mai 1821. – („An die mächtigsten Könige in Europa“)
- Σύντομος επίστασις εις την τον τής Αυστρίας Μηνιστηρίου πολιτικήν ως προς την Ελλάδα – Coup d’oeil sur la politique du cabinet autrichien envers la Grèce. Paris 1826 (neugriechisch, mit französischer Übersetzung von A. le Vte. de Ludre).
- Προς τους Γερμανούς και τα λοιπά έθνη τής Ευρώπης πρόσκλησις εις βοήθειαν τών Ελλήνων – Appel à la nation allemande et aux peuples de l’Europe en faveur des Grecs. Paris 1826 (neugriechisch, mit französischer Übersetzung von A. le Vte. de Ludre).
- Έλεγχος προδοτών ή πραγματικός προς τους Έλληνας. Paris 1831. – („Kritik der Verräter oder weise Rede an die Griechen“)
- La Grèce constituée et les Affaires d’Orient. Merklein, Paris 1836, online.

Auseinandersetzung mit Adamantios Korais
- Μενέδημος, ή απάντησις προς τάς του Χίου Κοραή κατά των Ελλήνων και του Καποδιστρίου κατηγορίας. Paris 1827.

Veröffentlichungen zur Aussprache und Grammatik des Griechischen
- Orthophonie grecque, ou traité de l’accentuation et de la quantité syllabique avec quelques considération sur la ponctuation et sur les chapîtres et sur les paragraphes; suivie de Notes sur les différences qui se remarquent entre le Grec ancien et le Grec vulgaire. J. S. Merlin, Paris 1824; archive.org
- Calliope, ou traité sur la véritable prononciation de la langue grecque. Bossange, Paris 1825; archive.org. – Sammelrezension in: Allgemeine Literatur-Zeitung 1828–1829, thulb.uni-jena.de.
- Θεωρία περί της Ελληνικής Γραμματικής και Γλώσσης / Théorie de la grammaire et de la langue grecques. Bossange, Paris 1827; archive.org
- Grammaire grecque, contenant les dialectes et la difference avec le grec vulgaire. Bossange, Paris 1828; books.google.de

Gedichte
- Κανάρις, άσμα Πινδαρικόν / Canaris, chant pindarique. Ελληνιστί Γαλλιστί. Borée et Hingray, Paris 1830, uoc.gr (PDF)
- Καρολιάς. Bibliothèque Nationale de France, Handschriftenabteilung, cod. Suppl. grec 1147 (bisher nicht herausgegeben).

Reiseberichte für das französische Bildungsministerium und weitere Reisedokumente
- Gleichlautende Fassungen des Berichts über die erste Reise finden sich in: Rapport adressé à M. le ministre de l’instruction publique par M. Mynoïde Minas, chargé d’une mission en Orient, in:
  - Emmanuel Miller (Hrsg., mit Joseph Adolphe Aubenas): Revue de bibliographie analytique 5, 1844, S. 80–92; Textarchiv – Internet Archive.
  - Le Moniteur Universel, 5 janvier 1844.
- Bericht über die zweite Reise: Rapport adressé à M. le ministre de l’Instruction publique par M. Minoïde-Mynas, chargé d’une mission en Orient. [Datiert: 28 février 1846], online.
- Minas’ Reisetagebücher, Aufzeichnungen und Korrespondenz werden in der Bibliothèque Nationale unter verschiedenen Nummern aufbewahrt (cod. Paris. suppl. gr. 731–733: Reisenotizen und Briefe von der ersten Reise; suppl. gr. 736: Reisetagebuch; suppl. gr. 1251: Korrespondenz von der ersten Reise).

Texteditionen
- Ευρημένων το Β΄: Φιλόστρατος, Περί Γυμναστικής από χειρόγραφο ανακαλυφθέν στο Άγιο Όρος. Paris 1844.
  - Philostrate, Sur la gymnastique. Ouvrage découvert, corrigé, traduit en français et publié pour la première fois par Minoide Mynas. Bossange, Paris 1858.[18]
- Γαληνού εισαγωγή διαλεκτική. Paris 1844.
- Γεωργίου Σχολαρίου του και Γενναδίου πατριάρχου Κωνσταντινουπόλεως κατά των Πλήθωνος αποριών επ΄ Αριστοτέλει. Σύγγραμμα ευρεθέν εν αντιγράφω τέως αγνώστου, διορθωθέν και εκδοθέν νυν πρώτον μετά περί Ενώσεως ανεκδότου Αριστοτέλους, και παρεμβολών/Georges Scholarius surnommé Gennadius patriarche de Constantinople, contre les doutes de Plethon sur Aristote: Ouvrage trouvé dans un manuscrit, corrigé et publié pour la première fois, avec un fragment inédit d' Aristote sur le Mélange, et avec des notes par Minoide Mynas. Hector Bossange et Fils, Paris 1858.

Monographie zur Platonischen Zahlentheorie
- Diagramme de la création du monde de Platon découvert et expliqué en grec ancien et en français après 2,250 ans. Franck, Paul Masgana, Paris 1848 (enthält eine Liste der Werke von Minoides); archive.org.

Auseinandersetzung mit Theoklitos Pharmakidis
- Ιάκωβος Ιερομόναχος εκ Βατοπεδίου (Pseudonym): Φαρμακίδου Αντίδοτον. Konstantinopel 1852, online.

Verteidigung des Georg Simon von Sina
- Έλεγχος των κατηγόρων της εν πρεσβεία αξιώσεως του κυρίου Σίνα. Paris 1858, online (PDF) – („Kritik der Kläger in Sachen der Tüchtigkeit des Herrn von Sina während seiner Gesandtschaft“)

## Auszeichnungen
- Chevalier de la Légion d’honneur
- Silbernes Kreuz des Erlöser-Ordens